# Anisoperas
Anisoperas là một chi bướm đêm thuộc họ Geometridae.